# Diocesi di Petare
La diocesi di Petare (in latino Dioecesis Petarensis) è una sede della Chiesa cattolica in Venezuela suffraganea dell'arcidiocesi di Caracas. Nel 2021 contava 648.000 battezzati su 760.000 abitanti. È retta dal vescovo Juan Carlos Bravo Salazar.

## Territorio
La diocesi comprende il comune di Sucre nello stato di Miranda in Venezuela.
Sede vescovile è la città di Petare, dove si trova la cattedrale di Nostra Signora del Rosario.
Il territorio è suddiviso in 23 parrocchie.

## Storia
La diocesi è stata eretta il 16 novembre 2021 con la bolla Veluti bona Mater di papa Francesco, ricavandone il territorio dall'arcidiocesi di Caracas.

## Cronotassi dei vescovi
Si omettono i periodi di sede vacante non superiori ai 2 anni o non storicamente accertati.
- Juan Carlos Bravo Salazar, dal 16 novembre 2021

## Statistiche
La diocesi nel 2021 su una popolazione di 760.000 persone contava 648.000 battezzati, corrispondenti all'85,3% del totale.
| anno | popolazione | popolazione | popolazione | presbiteri | presbiteri | presbiteri | presbiteri                | diaconi | religiosi | religiosi | parrocchie |
| anno | battezzati  | totale      | %           | numero     | secolari   | regolari   | battezzati per presbitero | diaconi | uomini    | donne     | parrocchie |
| ---- | ----------- | ----------- | ----------- | ---------- | ---------- | ---------- | ------------------------- | ------- | --------- | --------- | ---------- |
| 2021 | 648.000     | 760.000     | 85,3        | 57         | 12         | 45         | 11.368                    |         | 45        | 129       | 23         |